# Hajdar Ali
Hajdar Ali, (ang.) Hyder (ur. około 1720, zm. 7 grudnia 1782 w Chittoor, pochowany w Srirangapatna) – muzułmański dowódca wojskowy, od 1761 faktyczny władca Majsuru, ojciec Tipu Sultana; rozszerzył granice państwa, w latach 1767–1769 i 1772 toczył wojny z Wielką Brytanią, a pod koniec życia sprzymierzył się przeciwko niej z sąsiednimi państwami i Francją.